# 行って帰ってきた烈車戦隊トッキュウジャー 夢の超トッキュウ7号
『行って帰ってきた烈車戦隊トッキュウジャー 夢の超トッキュウ7号』（いってかえってきたれっしゃせんたいトッキュウジャー ゆめのちょうトッキュウななごう）は、2015年6月24日にリリースされた東映制作のオリジナルビデオ作品である。

## 概要
スーパー戦隊Vシネマ「帰ってきたシリーズ」の第5作。2014年放送の『烈車戦隊トッキュウジャー』の特別編に相当し、2025年と2017年の世界を舞台にテレビシリーズ最終回のその後が描かれる。本作品オリジナルの戦士としてトッキュウ7号が登場するほか、『烈車戦隊トッキュウジャーVSキョウリュウジャー THE MOVIE』に登場したこどもトッキュウジャーが大人のトッキュウジャーと共闘する。本編時間は53分。
監督には、『百獣戦隊ガオレンジャー』からスーパー戦隊シリーズを中心に助監督として活動していた荒川史絵が抜擢された。女性が監督を務めるのはスーパー戦隊シリーズのみならず、東映のヒーロー作品では初めてである。
脚本はテレビシリーズにも参加した會川昇が務めた。アクション監督は前作と同様にテレビシリーズの福沢博文に代わり清家利一が務めた。
ストーリーは、會川がテレビシリーズでも取り上げた「大人になるとイマジネーションはどうなるか」というテーマが広げられており、メタフィクションとして大人のスーパー戦隊ファンが本作品の主要購買層であることと本作品がファンから監督になった荒川史絵の夢の実現であるという2つの要素を意識している。また、東映プロデューサーの宇都宮孝明によるこどもトッキュウジャーを主役に据えるという案をもとに、會川が子供と列車という要素から映画『スタンド・バイ・ミー』をイメージとして挙げたところ、スタッフからテレビシリーズと同年に公開された映画『STAND BY ME ドラえもん』と誤解され、同作品のテーマにあやかり「泣けるスーパー戦隊」とすることも掲げられた。

## ストーリー
シャドーラインとの最終決戦から10年後。2025年の世界で本当の大人に成長したライト、トカッチ、ミオ、ヒカリ、カグラは長い間、姿を晦ませていた幹部・ヘイ大公が率いるシャドーラインの残党と遭遇。イマジネーションを失って変身できない5人は戦うことができずに逃げるが突然出来た穴に落ちて、2017年の世界に来てしまう。そこは5人の母校だった昴ヶ浜小学校の卒業式前日。その時代のライトは虹野明に会うために駅に向かい、他の4人もライトを追う。

## 登場人物
大人トッキュウジャー
2025年時点での大人になったライトたちが変身したトッキュウジャー。物語当初はイマジネーションを失い変身できなかったが、タイムスリップして2017年の自分たちと出会い語り合うことで、イマジネーションを取り戻し変身できるようになった。
こどもトッキュウジャー
2017年時点での小学校卒業前後のライトたちが変身したトッキュウジャー。ヘイ大公に捕まった虹野明（6号）を助けるため2025年からタイムスリップしてきた大人トッキュウジャーと協力してヘイ大公と戦った。2017年からヘイ大公を退けた後は、自分たちの未来を護るため2025年に行き、大人トッキュウジャーとともに戦っている。

### レインボーラインの関係者
元・車掌 / 夢の超トッキュウ7号
トッキュウレッシャーの新たな戦士。スーツカラーは紫色。マスクは6号と同型、スーツは他のメンバーと異なる。
2017年に登場した際には変身者が伏せられていたが、2025年のヘイ大公との戦いの際にはレインボーラインの鉄道警察隊隊長に就任した元レインボーラインの車掌であったことが明かされた。
裏側が紫色のアプリチェンジャーとビルドレッシャーに似た形状のパープルレッシャーで変身する。武器はトッキュウブラスターで、必殺技は必殺地獄拳などのボクシングや空手の技をベースとしたものまねのようなイマジネーション拳法。
終盤でこどもトッキュウジャーとともに必殺技を発動する際には、ダイカイテンキャノンを召喚するためにハイパートッキュウ7号に超強化武装している。
- 7号の登場は監督の荒川史絵の提案による。7号のスーツアクターも務めたアクション監督の清家利一の提案により車掌役の関根勤の持ちネタが動きに取り入れられており、関根はそれを観て感激したことを述べている。

ワゴン
元はレインボーラインの車内販売係だったが、車掌が鉄道警察隊隊長に就任してからは新たな車掌に昇進し、右手にチケットをはめている。
保線員
2017年の世界で子供の5人がレインボーライン保線区で遭遇した、明に似た格好をした人物。タンクトップシャドーに操られていた。

### シャドーライン
ヘイ大公
シャドーライン幹部の一人。闇形式はヘイ10150-VC。武器は大公系サーベル。ゼットから皇帝の座を奪おうとしたためにシャドーラインから追放されていた。
闇の扱いは達者であり、2017年での大人トッキュウジャーとの戦いでネロ男爵・ノア夫人・シュバルツ将軍・モルク侯爵の4幹部のコピーを生み出している。
戦闘能力も高く、2017年のこどもトッキュウジャーが敵わず、またタンクトップシャドーと共に大人トッキュウジャーを追い詰めるほどの力を秘めている。量産型のクライナーロボに搭乗し、二刀流を用いる。
2017年の世界では元同胞である明ことザラムを洗脳し、自分の部下として仲間にしトッキュウジャーを倒そうとしていたが、ロボ戦で敗れたため計画を変更し、2025年の世界で大人になり変身できなくなったトッキュウジャーを倒すために行動していた。
名前の由来は中国語でいう「黒」だが、ライトには「おなら（=屁）」と勘違いされた。
- デザインを担当した篠原保は、テレビシリーズでグリッタ嬢の姿が変化した時のためにターバン状の帽子という案を温存していたが、グリッタ嬢の姿が変わることがなかったためその案をヘイ大公のデザインに用いた。大きな頭のシルエットはベネチアのカーニバルなどでは定番のスタイルのため、顔の雰囲気もそれっぽく纏めている。

タンクトップシャドー
黒のタンクトップに変身できる肌着系シャドー怪人。闇形式はザエ1091022-VC。武器はヌンチャク系ハンガー。これまで明が着用するタンクトップ（鎧）として一緒に行動して来た。
ザラム（明）を友人として大切に思っており、レインボーラインに明が居続けると普通の人間と同様に歳を取って死んでしまうため、明をシャドーラインに戻すため、彼のためを思いヘイ大公に従っていたが、洗脳が解けた明を庇ったためにヘイ大公の怒りを買い、傷を負わされ消滅した。
しかし一命はとりとめており、2025年では再び明のタンクトップになっている。
- デザインを担当した篠原はモチーフとすることに否定的なニュアンスでタンクトップを挙げたが、プロデューサーの宇都宮孝明が面白がってこの案を採用した。シャドー怪人のモチーフはアンティークで統一されているため、デザイン上はハンガーをモチーフとしている。またウエスタン風のデザインであるザラムの相棒であることからネイティブ・アメリカンのイメージも取り入れている。

グリッタ嬢
ノア夫人の娘。シャドーラインから離反した。
ゼットがいなくなったのを機にヘイ大公が再び現れたため、自身の闇の力で時間を行き来できるシャドータイムトンネルを作り、2025年のトッキュウジャーを2017年に連れてきた。

### その他
担任
昴ヶ浜小学校の教師でライトたち5人のクラスの担当。

## 本作品オリジナルの技
シャイニングトッキュウキック
子供1号のキック。
トカッチボコボコ
子供2号の連続パンチ。
ウチマスガール
大人と子供の5号が同時にトッキュウブラスター・ウチマスモードを放つ。

## キャスト
- ライト / トッキュウ1号 - 志尊淳
- 鈴樹来斗 / トッキュウ1号 - 馬渕誉
- トカッチ / トッキュウ2号 - 平牧仁
- 渡嘉敷晴 / トッキュウ2号 - 永瀬圭志朗
- ミオ / トッキュウ3号 - 梨里杏
- 夏目美緒 / トッキュウ3号 - 石井薫子
- ヒカリ / トッキュウ4号 - 横浜流星
- 野々村洸 / トッキュウ4号 - 山﨑光
- カグラ / トッキュウ5号 - 森高愛
- 泉神楽 / トッキュウ5号 - 清水らら
- 虹野明 / トッキュウ6号 - 長濱慎
- 保線員、タンクトップシャドーの声 - 浪川大輔
- 先生 - 押川善文
- 鈴樹優美 - 安藤知夏
- 鈴樹剛史 - 井上高志
- 元車掌 / トッキュウ7号 - 関根勤

### 声の出演
- チケット - 山口勝平
- ワゴン - 堀江由衣
- グリッタ嬢 - 日髙のり子
- ヘイ大公 - 安元洋貴
- ネロ男爵 - 福山潤
- ノア夫人 - 久川綾
- モルク侯爵 - 鈴木れい子
- シュバルツ将軍 - 壤晴彦

### スーツアクター
例年同様、次作品の撮影と重なるためスーツアクターは流動的であるが、引退する押川善文は最後までトッキュウ1号を演じている。終盤の立ち回りでは、アクション監督の清家利一の呼びかけにより押川に縁のある高岩成二や岡元次郎らがクローズ役を務め、押川との立ち回りを演じている。
- トッキュウ1号[2] - 押川善文
- トッキュウ2号-高田将司
- トッキュウ3号[20]、少女トッキュウ3号[20] - 五味涼子
- トッキュウ4号[20] - 竹内康博
- トッキュウ5号[20] - 野川瑞穂
- 蔦宗正人
- トッキュウ7号[4]、ネロ男爵[4] - 清家利一
- 少年トッキュウ1号[2] - 渡辺実
- 少年トッキュウ2号[2] - 喜多川2tom
- 神尾直子
- 関谷健利
- 岩崎香奈
- 清家伶緒奈
- グリッタ嬢[5] - 日下秀昭
- クローズ[2] - 岡元次郎
- ノア夫人[4] - 蜂須賀祐一
- 橋本恵子
- 村岡弘之
- 大林勝
- クローズ[2] - 高岩成二
- クローズ[2] - 渡辺淳
- 寺本翔悟
- トッキュウ3号[2] - 蜂須賀昭二
- 大藤直樹
- 内川仁朗
- 田中宏幸
- 藤田慧
- 神前元
- 井口尚哉
- 渡邉昌宏
- 石井靖見
- 伊藤茂騎
- 松岡千尋
- 浦家賢士
- 上野晃一
- 加藤勉
- 岩上弘数
- 霜田元
- 白尾聡洋
- 北島一寿
- 古山和輝
- 宮崎高春
- 森博嗣
- 前川孟論

## スタッフ
- 原作 - 八手三郎
- エグゼクティブ・プロデューサー - 佐々木基（テレビ朝日）、加藤和夫（東映ビデオ）
- プロデューサー - 井上千尋（テレビ朝日）、中野剛（東映ビデオ）、宇都宮孝明・若林豪（東映）、矢田晃一・深田明宏（東映エージエンシー）
- 脚本 - 會川昇
- 音楽 - 羽岡佳
- 録音 - 伝田直樹
- 撮影 - 大沢信吾
- 照明 - 東海林毅
- 美術 - 大谷和正
- MA・選曲 - 宮葉勝行
- 編集 - 柳澤和子
- スクリプター - 森みどり
- 助監督 - 須上和泰、葉山康一郎、石黒裕章
- 製作担当 - 喜多智彦
- ラインプロデューサー - 青柳夕子
- 計測 - 岩崎智之
- 撮影助手 - 森田曜、根来佑子
- 照明助手 - 堤義典、鈴木祐介、原田大士
- 録音助手 - 赤石栄依
- 装置 - 紀和美建
- 装飾 - 塩満義幸・山口康孝・淀名和祐介・大前瑠美（東京美工）、高津装飾美術
- セット付 - 福居勉
- 衣装 - 兼子詩央里・守島愛（東京衣装）
- メイク - 松本智菜美・村田沙織（サンメイク）
- 操演 - 橋本一輝・苗村真志（ライズ）
- 進行主任 - 田中耕作
- 進行助手 - 永井大裕
- 音響効果 - 小川広美（大泉音映）
- MAオペレーター - 村田桃子
- EED - 長澤亮祐
- EED助手 - 小山雅史（東映デジタルラボ）
- 技術業務 - 八木明広
- 仕上進行 - 辻今日子
- キャラクターデザイン - 篠原保
- 企画協力 - 企画者104
- 資料担当 - 松井大、馬場竜太
- デザイン協力 - プレックス
- 造型 - レインボー造型企画、前澤範
- ラインプロデューサー補 - 佐々木幸司
- 制作デスク - 辻絵里子、平林京子
- AP - 菅野あゆみ、久慈麗人
- メイキング - 福光正樹
- 宣伝 - 田中由美（東映ビデオ）
- 委員会スタッフ - 安村基・吉田啓昭（東映ビデオ）、梶淳・水高愛（テレビ朝日）、疋田和樹・川上修弘（東映エージエンシー）
- 視覚効果 - 沖満
- 絵コンテ - 伊藤康洋
- デジタル合成 - 柳原嘉宣・上田茂・光田望・髙橋和也・國米修市・斉藤幸一・坂本将太郎・井出瑞季・足立麻沙子（日本映像クリエイティブ）
- 特撮研究所
  - 撮影 - 岡本純平
  - Bキャメラ - 鈴木啓造
  - 撮影助手 - 内田圭、関口洋平
  - 照明 - 安藤和也
  - 照明助手 - 関澤陽介
  - 美術 - 松浦芳
  - 美術助手 - 高橋一、鶴田智也、石井那王貴
  - 助監督 - 小串遼太郎
  - 操演 - 中山亨、和田宏之、黒田政紀、原島徳寿
- 特撮監督 - 佛田洋（特撮研究所）
- ミニチュア製作 - ミューロン
- 映像協力 - VICOM
- 技術協力 - 東映ラボ・テック、東映デジタルセンター、西華デジタルイメージ株式会社、RED DIGITAL CINEMA SHOT ON RED（RED EPIC）、BULL、M・SOFT、Libec、enRoute
- デジタル合成 - 山本達也
- アクション監督 - 清家利一（ジャパンアクションエンタープライズ）
- 監督 - 荒川史絵
- 制作 - テレビ朝日、東映、東映ビデオ、東映エージエンシー

## 音楽
主題歌「烈車戦隊トッキュウジャー」
作詞：渡部紫緒 / 作曲・編曲：坂部剛 / 歌：伊勢大貴
挿入歌「雨のちレインボー」
作詞：藤林聖子 / 作曲：羽岡佳 / 編曲：佐藤清喜 / 歌：大西洋平